# Nepotianus (generaal)
Nepotianus (gestorven in 465) was een Romeinse generaal onder keizer Maiorianus. Van hem zijn een aantal gebeurtenissen opgetekend door de historici Priscus en Hydatius. Hij was een trouw volgeling van keizer Maiorianus.

## Familie
Nepotianus kwam uit een familie van hoogwaardigheidsbekleders in Dalmatia. Hij was getrouwd met de zus van Marcellinus, de semi-onafhankelijke heerser van Dalmatië. Julius Nepos, de laatste West-Romeinse keizer was hun zoon.

## Militaire carrière
Over Nepotianus wordt voor het eerst gerept in het jaar 458, toen hij benoemd werd tot comes et magister utriusque militiae (generaal) in het Romeinse leger onder keizer Maiorianus. In de Gotische Oorlog (457-458) voerde hij samen met Aegidius het bevel over het keizerlijke veldleger in Gallië. Op initiatief van de keizer ging in dat jaar een militaire campagne van start om het Romeinse gezag in Gallië te herstellen. Deze was steeds verder uitgehold als gevolg van het voortdurende onafhankelijkheid streven van de Germaanse foederati en door toedoen van bestuurlijke chaos.
Het vaststaande keizerlijke leger, versterkt met barbaarse huurlingen, verdreef de Visigoten van Theodorik II uit Arelate en dwong hen terug te keren binnen hun oorspronkelijke vestigingsgebied in Aquitanië. In de Rhône-vallei werden enkele opstandige steden, die na de dood van keizer Avitus, de Gallische keizer, het gezag van Maiorianus niet wilden erkennen, gepassificeerd. De opstandige steden werden door Nepotianus en Aegidius "met wapens en met diplomatie" teruggebracht binnen het rijk. Vervolgens werden de Bourgondiërs verslagen en de opstandige stad Lugdunum belegerd. De opstandige stad kreeg zware boetes, terwijl de Bourgonden gedwongen werden zich weer bij het rijk aan te sluiten.
In 459 was er een ontmoeting tussen enkele gezanten van Nepotianus en afgezanten van de Visigotische aanvoerder Sunierik in Gallaecia om de overwinning van Majorianus en het verdrag tussen de Romeinen en de Visigoten aan te kondigen.
In mei 460 gaf Nepotianus leiding aan een militaire actie met Sunierik en Theodorik door gezamenlijk de Sueven aan te vallen. Nepotianus trok door naar Gallaecia, waar hij het Suebische leger aanviel en versloeg nabij Lucus Augusti.
Aan de kust bij Cartagena werd rond die tijd voorbereidingen getroffen voor een inval in Noord-Afrika tegen de Vandalen. Door keizer Maiorianus hoogst persoonlijk werd hier een grote vloot samengebracht. Door een sluw maneuver van de Vandalenkoning Geiserik werd deze vloot op 13 mei 460 bijna geheel vernietigd. De keizer ontmoedigd, keerde na een jaar terug naar Italië, waar de machtige magister militum Ricimer hem gevangen liet zetten en op 7 augustus 461 vermoorden.
Ricimer ontving bij zijn staatsgreep alleen steun van het leger in Italia.
Nepotianus weigerde, evenals de generaals Aegidius en Marcellinus orders op te volgen. Hydatius vermeldt in zijn kroniek dat Nepotianus door toedoen van Ricimer uit zijn functie werd ontheven en vervangen door de Visigotische koning Theodorik II.Verdere bijzonderheden over Nepotianus’ leven ontbreken. Men vermoedt dat hij naar Dalmatia terugkeerde waar hij stierf in 465.